# Vexille
Vexille (ベクシル 2077日本鎖国?), trad. lett. "Bexil 2077 l'isolamento del Giappone", è un film d'animazione del 2007 diretto da Fumihiko Sori.
Vexille, realizzato in cel-shading, venne presentato al 60º Festival internazionale del film di Locarno e venduto immediatamente in 75 nazioni, per poi incrementare tale numero fino a raggiungere le 129 nazioni.
In Giappone venne distribuito dalla Shochiku il 18 agosto 2007, mentre negli Stati Uniti d'America venne distribuito dalla FUNimation il 14 febbraio 2008.
In Italia è uscito direttamente sul mercato home video in DVD della Eagle Pictures nel 2008.

## Trama
Uno scenario cyberpunk disegna un futuro che vede il Giappone come superpotenza mondiale nelle biotecnologie e nella cibernetica, grazie soprattutto al colosso industriale Daiwa Heavy Industries; l'opinione pubblica mondiale è vastamente contraria all'utilizzo della cibernetica sull'uomo, e come già avvenne con il nucleare l'ONU dichiarò un embargo su qualsiasi nazione favorisse la ricerca e lo sviluppo di queste tecnologie.
Il governo giapponese si oppose alla decisione delle Nazioni Unite che comunque andò in porto, e a quel punto si ribellò estromettendosi dall'organizzazione internazionale ed isolò il paese dal resto del mondo bloccando le immigrazioni, espellendo gli stranieri, nonché attivando il R.A.C.E., un sistema di installazioni marine che copre l'intero Giappone con un campo magnetico atto a disturbare qualsiasi segnale e comunicazione da e per l'esterno; nonostante ciò il commercio tra il Giappone ed il resto del mondo è attivo, ma non si sa più nulla di ciò che avviene nel paese nipponico.
Dieci anni dopo una serie di eventi su suolo statunitense fanno chiaramente pensare che il R.A.C.E. stia coprendo un tanto potente quanto sconosciuto sviluppo della cibernetica da parte dei giapponesi, e così il capitano Borg decide di mandare in missione la squadra speciale SWORD con lo scopo di infiltrarsi in Giappone e raggiungere Tokyo; membri di questo commando sono la ragazza Vexille Sierra, il fidanzato Leon Fayden e Zack, oltre che altri soldati semplici.
Scopriranno che in Giappone risiede un governo fantoccio guidato dallo scienziato pazzo Kisaragi, capo della potentissima azienda Daiwa, che ha messo in difficoltà il paese grazie ad uno pseudo-vaccino che trasforma le persone in androidi. In aiuto della squadra SWORD c'è una resistenza di Tokyo formata da giapponesi sui quali il vaccino ancora non ha fatto completamente effetto, e questo nucleo è capitanato da Maria (che conosce bene sia Leon che Kisaragi).

## Colonna sonora
La colonna sonora è concentrata prevalentemente su tracce di musica Techno e Trance.
Il brano principale Together again è stato composto da Paul Oakenfold e cantato da Mink, mentre altri artisti che hanno partecipato con loro brani sono Basement Jaxx, Boom Boom Satellites, Asian Dub Foundation, Dead Can Dance, Carl Craig, The Prodigy, M.I.A. e DJ Shadow.

## Curiosità
- Saga, uno dei membri della resistenza di Tokyo, è chiaramente ispirato a Steven Seagal.